# 석준
석준 (石遵, ? ~ 349년, 재위：349년)은 중국 오호 십육국 시대 후조(後趙)의 제5대의 황제이다. 시호나 묘호는 받지 못하였다.

## 생애
석준은 석호(石虎)의 아들로 석호의 치세 때는 팽성왕(彭城王)에 책봉되었다. 어머니는 정씨(鄭氏)이다. 349년에 석호에 의해 대장군(大將軍)에 임명되었으며 관중(關中 : 산시성 중부)을 진수하도록 명을 받았다.
이에 업(鄴)으로 귀환한 석준은 황후 유씨(劉氏), 장시(張豺) 등의 방해로 석호를 만나보지 못한 채 임지를 향해 떠났다. 곧 석호가 사망하고 석세(石世)가 즉위하였다. 석준은 하내(河內)에서 이 소식을 들었으며, 마침 반란을 진압하고 귀환중이던 포홍(蒲洪), 요익중, 석민(石閔) 등과 이성(李城)에서 조우하였다. 제장들이 석준에게 황위를 빼앗을 것을 권하자 석준은 찬탈을 결심하고 거병하였다.
이때 수도 업의 병력은 이농(李農)의 반란을 진압하기 위해 떠나 있었기 때문에 석준은 손쉽게 수도를 장악하고 황제에 즉위하였다. 석준은 각지의 종실왕들을 위무하고 석민과 이농을 중용하였다.
그러나 석준의 즉위에 반대하여 패왕(沛王) 석충(石沖)이 계(薊)에서 반란을 일으켰으며, 동진(東晉)이 쳐들어와 서주(徐州 : 장쑤성 북부)를 위협하였다. 석준은 석민을 파견하여 석충의 반란을 진압하고 이농을 보내 동진군을 격파하였다.
한편 낙평왕(樂平王) 석포(石苞)가 관중에서 반란을 일으키려 하였는데 동진의 양주(梁州)에서 관중을 위협하였기 때문에 거병하지 못하였다. 이를 틈타 석준은 석포를 체포하고 관중을 안정시켰다.
정세가 안정되자 석준은 석민을 제거할 모의를 하였다. 석민은 석준의 쿠데타에서 큰 전공을 세운 후 세력이 크게 성장하여 정치를 좌지우지하는 등 전횡을 부렸다.
이로 인해 석준은 여러 종실왕들과 석민을 제거할 모의를 하였으나 태후 정씨가 반대하여 결론을 내지 못하였다. 그러나 이 모의에 참여하였던 의양왕 석감이 석민에게 이 사실을 알렸고 곧 석민이 반정을 일으켜 석감을 옹립하고 석준을 폐위해 살해하였다.
| 전임 동생 초왕 석세 | 제5대 후조의 황제 349년 | 후임 형 의양왕 석감 |